# F/A-18E/F Super Hornet
F/A-18E/F Super Hornet (укр. «Су́пер Го́рнет») — американський палубний багатоцільовий винищувач, створений на базі F/A-18 Hornet. Розробка почалася в 1992 році компанією McDonnell Douglas, але після її злиття з Боїнгом, останньому перейшли всі права на літак. Перший політ F/A-18E/F відбувся 29 листопада 1995-го. Серійне виробництво розпочалося в 1997-му, для цього на авіазаводі в Сент-Луїсі була створена окрема складальна лінія.
У 1999 році F/A-18E/F поступив на озброєння американських ВМС, замінивши F-14 Tomcat та доповнивши F/A-18C/D. Американські F/A-18E/F брали участь в іракській та афганській війнах. Єдина закордонна країна, яка експлуатує «Супер Шершні» — Австралія: у 2007-му вона замовила для своїх військово-повітряних сил 24 одиниці F/A-18F.

## Історія створення
F/A-18E/F Super Hornet веде свою історію від проєкту P-530 Cobra, розробленого компанією Northrop у кінці 1960-х років. Згодом на його основі був створений винищувач YF-17 Cobra, який піднявся в повітря у червні 1974-го. Разом із F-16, він брав участь у конкурсі Lightweight Fighter, на якому обирався легкий винищувач для американських військово-повітряних сил. Обидва літаки під час випробувань показали високі результати, але ПС віддали перевагу F-16, як більш простому в експлуатації.
Тим часом військово-морські сили шукали літак, який би міг замінити F-4 та A-7 і доповнити F-14. Через скорочення бюджетних витрат ВМС, не могли профінансувати розробку літака з нуля, тому повинні були обирати між YF-17 та F-16. На флоті вважали, що YF-17 краще підходить для перетворення у багатоцільовий літак, ніж F-16. Крім того адмірали віддавали перевагу винищувачам з двома двигунами, які, на їх думку, були більш надійними. Як наслідок, 2 травня 1975 року ВМС обрали YF-17. Для прийняття на озброєння він мав бути допрацьований, у першу чергу потрібно було збільшити радіус дії, розширити можливості БРЛС та встановити пристосування для експлуатації на авіаносцях. Northrop не мав досвіду розробки палубних літаків, тому в 1976-у до роботи над YF-17 була залучена компанія McDonnell Douglas. У тому ж році проект отримав позначення F-18A.
1 березня 1977-го рішенням секретаря військово-морських сил літаку була присвоєна назва Hornet («шершень»). Спочатку в Пентагоні планували розробити два варіанти «шершня» — винищувач F-18 та штурмовик А-18, але потім вирішили об'єднати їх
в одну модифікацію. Перший F-18 здійснив політ у листопаді 1978-го. Після завершення розробки та успішного проходження льотних випробувань, розпочалось серійне виробництво. Перший серійний літак піднявся у повітря 12 квітня 1980-го, у тому ж році він отримав позначення F/A-18A. Слід відзначити, що воно було офіційно закріплене тільки в 1984-у. Двомісний навчально-бойовий варіант отримав позначення F/A-18B.
Перші F/A-18 поступили на озброєння у листопаді 1980-го. У вересні 1987-го був запущений у виробництво F/A-18С та його двомісна модифікація F/A-18D.
У 1980-х роках компанія McDonnell Douglas розробила концепцію нового варіанту F/A-18 зі збільшеною площею крил та довшим фюзеляжем. Більші розміри дозволяли установити потужніші двигуни, збільшити бойове навантаження та запас палива. Проект спочатку дістав назву Hornet 2000, офіційно про роботу над ним стало відомо у 1988 році. У цей час американські ВМС зіштовхнулися з рядом проблем, насамперед скороченням військового бюджету та припиненням розробки палубного бомбардувальника-«невидимки» A-12 Avenger II. Останній мав замінити морально застарілі штурмовики A-6 Intruder та A-7 Corsair II. На розробку повністю нового літака не вистачало коштів і часу, тому Пентагон вирішив прийняти пропозицію McDonnell Douglas та профінансувати розробку «Супер Шершня». Ще більші перспективи у літака з'явилися в 1992 році, коли американські ВМС відмовилися від розробки палубної версії F-22.
7 грудня 1992 року був підписаний контракт на розробку F/A-18E/F Super Hornet та виготовлення семи літаків для випробувань. Хоча «Супер Шершень» розроблявся як новий літак, ВМС спеціально зберегли позначення F/A-18, що допомагало військовим переконати Конгрес виділити кошти на проект. Адже після провалу програми A-12 Avenger II багато американських конгресменів досить скептично ставилися до розробки нових літаків для військово-морських сил.
29 листопада 1995-го F/A-18E здійснив перший політ, а уже наступного року розпочалися його випробування, які тривали 3,5 роки. За цей час «Супер Шершень» виконав 3100 польотів загальною тривалістю 4600 годин. Американські адмірали залишилися задоволеними програмою випробувань: літак відповідав усім висунутим вимогам, а його вага виявилася навіть меншою, ніж очікувалося. 17 листопада 1999 року військово-морські сили отримали перші сім F/A-18E/F, які надійшли на озброєння 122-ї винищувально-бомбардувальної ескадрильї.

## Серійне виробництво та вартість
У вересні 1997 року Boeing випустив перший серійний F/A-18E/F Super Hornet. Для виробництва літаків компанія побудувала окрему складальну лінію у місті Сент-Луїс, штат Міссурі. Замовлення на «Супер Шершні» росли по мірі успішного проходження випробувань, якщо у 1997 фінансовому році американські ВМС замовили 12 літаків, то в наступному — 20, а в 1999-у — 32. Серійне виробництво йшло досить швидкими темпами — уже 14 червня 2002 року заводські стіни покинув сотий «Супер Шершень». Щорічно Boeing виробляє в середньому 44 F/A-18E/F та EA-18G (літак радіоелектронної боротьби розроблений на базі «Супер Шершня»). У процесі виробництва літаків беруть участь понад 100 тисяч чоловік із різних компаній, які знаходяться у 46 штатах.
Спочатку компанія Boeing планувала випустити від 548 до 785 літаків для військово-морських сил та Корпусу морської піхоти США. Але пізніше керівництво морської піхоти відмовилося від придбання F/A-18E/F, очікуючи завершення розробки F-35B, який може розміщуватися на десантних кораблях. 17 травня 2010 року ВМС зробили останнє замовлення на 66 «Супер Шершнів», плануючи придбати в загальній кількості 515 літаків. У 2014 фінансовому році Пентагон відмовився від подальших закупок F/A-18E/F. Boeing, у свою чергу, намагається переконати американських військових придбати додаткову партію F/A-18E/F і шукає нових іноземних замовників. Якщо компанії не вдасться отримати нові замовлення, то виробнича лінія буде закрита в кінці 2016 року.
На початку 2000-х років вартість одного F/A-18E/F складала $42 млн для американських ВМС і $51,2 млн для іноземних покупців. Але пізніше, у зв'язку зі зростанням цін та встановленням на літак нових систем, його вартість зросла. Так у 2012 році придбання одного «Супер Шершня» обходилося американському флоту у $57,7 млн. Утім це вартість самого літака, якщо включити до неї витрати на супутнє обладнання, запчастини та технічне обслуговування, то вартість одного F/A-18E/F за тим же контрактом складатиме $86,8 млн.

## Проєкт

### Особливості конструкції
Хоча «Супер Шершень» і створений на базі F/A-18, але значною мірою це новий літак. Порівнюючи з F/A-18C/D він має на 20 % більший розмах крил та на 1,2 м довший фюзеляж. Також «Супер Шершень» на 3200 кг важчий та має на 21 % більшу злітну вагу. Розміри літака дозволили збільшити запас палива на 33 %, що у поєднанні з економнішими двигунами дозволило збільшити радіуса дії на 41 %, а тривалість польоту в 1,5 рази. Не дивлячись на більші розміри та ряд нововведень F/A-18E/F має на 42 % менше елементів конструкції, ніж F/A-18C/D.
Одна із найбільш помітних відмінностей між «Супер Шершнем» та F/A-18 — це розміри та будова повітрозабірників. У F/A-18E/F вони більші, що забезпечує кращий потік повітря до двигунів. Повітрозабірники «Супер Шершня» мають приблизно прямокутну форму, тоді як F/A-18 — напівкруглу. Передня кромка крила у F/A-18E/F більш витягнута, що забезпечує кращі аеродинамічні характеристики під час польотів на великих кутах атаки, також це дозволяє збільшити швидкість розвороту до 40 градусів за секунду. «Супер Шершень» має 11 точок підвіски: по три знаходяться під кожним крилом, дві на кінчиках крил і три під фюзеляжем (дві із них конформні). Максимальне бойове навантаження, порівнюючи з F/A-18C/D зросло на 30 % до 8050 кг.
|                                                  |                                         |
| Повітрозабірники F/A-18С/D має напівкруглу форму | Повітрозабірники F/A-18E/F — прямокутні |

F/A-18E/F Super Hornet отримав нову систему бойової живучості. До неї входить губчастий заповнювач паливних баків, апаратура пожежогасіння з використанням «пасивної» піни, яка розміщена у нижній частині фюзеляжу і призначена для захисту гідравлічних комунікацій і проводки системи управління, що проходять в цій частині планера. Також до складу протипожежної системи входять активні датчики, що у разі загоряння автоматично вмикають систему подачі інертного газу. Площа незахищеної поверхні планера F/A-18E/F складає 13 %, що майже вдвічі менше ніж у F/A-18C/D, хоча новий літак на чверть більший.
«Супер Шершень» спроектований таким чином, що будь-який серійний літак можна оснастити системою для дозаправлення літаків у повітрі. Це дозволяє використовувати F/A-18E/F як повітряний танкер для дозаправлення інших палубних літаків військово-морських сил США. При передачі з такого заправника 2900 кг палива на відстані 610 км від авіаносця іншому F/A-18E/F, його радіус дії зросте до 1600 км. Запас палива у внутрішніх баках F/A-18E складає 6530 кг, крім того на зовнішніх підвісках можна розмістити до 4435 кг палива у ППБ.

### Силова установка
На F/A-18E/F Super Hornet установлені два турбореактивні двоконтурні двигуни General Electric F414. Сам двигун був розроблений на основі F404, який використовується на F/A-18 Hornet. Силова установка «Супер Шершня» таких самих розмірів, як і F404, але на 7 % важча. F414 має електронну системи керування двигуном, яка значно ефективніша за гідравлічну, що використовується на F404. Суттєво відрізняється і система подачі повітря: вентилятор F414 більший та потужніший, що дає можливість збільшити повітряний потік на 16 %. Відповідно розміри вентиляторної секції були збільшені на 13 см. Щоб розміри двигуна залишилися такі як у F404, розробники зменшили розмір форсажної камери та камери згорання на 12 та 2,5 см відповідно. Ще одна відмінність між ними — турбіни компресора високого тиску. Перші три із них виготовленні у виді блісків, що дало змогу зменшити вагу компресора на 23 кг.
Кожен двигун розвиває тягу до 62,3 кН (6357 кгс) без використання форсажу, тяга на форсажі — 97,9 кН (9990 кгс). Таким чином максимальна тяга обох двигунів — 195,8 кН (19980 кгс), що дозволяє літаку розвивати швидкість до 1915 км/год. Порівнюючи з F/A-18 C/D, сумарна тяга двигунів зросла майже на чверть, хоча через більшу масу «Супер Шершня» швидкість у них однакова. Але швидкість набору висоти у F/A-18E/F менша і становить 228 м/с, тоді як у F/A-18 C/D — 254 м/с.

### Авіоніка
Спочатку комплекс авіоніки «Супер Шершня» був на 90 % аналогічний авіоніці F/A-18C/D, суттєво відрізнялося тільки обладнання кабіни. Насамперед, це рідкокристалічний монохромний індикатор з сенсорним управлінням, розміщений у верхній частині приладової панелі. Інші відмінності — кольоровий рідкокристалічний індикатор тактичної обстановки та монохромний програмований рідкокристалічний індикатор, призначений для контролю роботи двигуна і паливної системи.
На F/A-18E/F, які випускалися до 2005 року встановлювалася імпульсно-доплерівська БРЛС AN/APG-73. Вона має здатність виявляти цілі класу «винищувач» на відстані до 80 км. Одночасно БРЛС може відслідковувати до 10 цілей і наводити ракети на 4 із них. Аналогічний радар установлений і на F/A-18C/D Hornet.
У 1999 році, коли «Супер Шершень» тільки надійшов на озброєння, компанія Raytheon розпочала розробку нової БРЛС з активною фазованою антенною решіткою AN/APG-79. Перший F/A-18E/F оснащений AN/APG-79 був випущений у 2005 році. Порівнюючи з AN/APG-73, новий радар має кращу роздільну здатність та може відслідковувати більшу кількість цілей. Дальність виявлення повітряних цілей класу «винищувач» у AN/APG-79 складає 150—165 км, що у двічі більше, ніж в AN/APG-73. Крім того нова БРЛС має в 10-15 разів більшу надійність, що значно знижує вартість її експлуатації. Американські військово-морські сили планують встановити AN/APG-79 на 400 «Супер Шершнів». Більшість літаків випущених з БРЛС AN/APG-73, отримають новий радар пройшовши модернізацію.
На двох підфюзеляжних вузлах підвіски може розміщуватися інфрачервона система переднього огляду та наведення, її наявність дозволяє літаку ефективно діяти у нічний час і в складних метеоумовах, а також застосовувати високоточну зброю з лазерним наведенням. Спочатку на «Супер Шершні» установлювалася система AN/AAS-38 «Nitehawk», аналогічна тій, що використовується на F/A-18C/D. Вона складається з двох підвісних контейнерів: у одному із них розміщується інфрачервона апаратура переднього огляду, а в іншому — лазерний далекомір-цілевказувач. У 2003 році AN/AAS-38 почала замінятися на більш досконалу AN/ASQ-228 ATFLIR. Нова система була доповнена низькорівневою телекамерою, а дальність виявлення цілей зросла до 55,6 км.
З травня 2007 року у військово-морські сили США почали надходити F/A-18E/F, оснащені нашоломною системою вказування цілі JHMCS. Вона дозволяє виводити частину інформації з приладової панелі на нашоломний дисплей, що підвищує обізнаність екіпажу про навколишню обстановку та параметри роботи літака. Але основна перевага JHMCS полягає в можливості поглядом пілота наводити ракети на ціль під час ближнього повітряного бою, при цьому в поле наведення складає 160°.
Для зв'язку та передачі даних F/A-18E/F використовує радіо AN/ARC-210 та систему обміну інформацією з високим ступенем захисту Link 16, а керує усіма інформаційними потоками термінал MIDS. У 2010 році «Супер Шершні» почали оснащуватися новою системою зв'язку та передачі інформації JTRS, яка має в 10 разів більшу смугу пропускання.

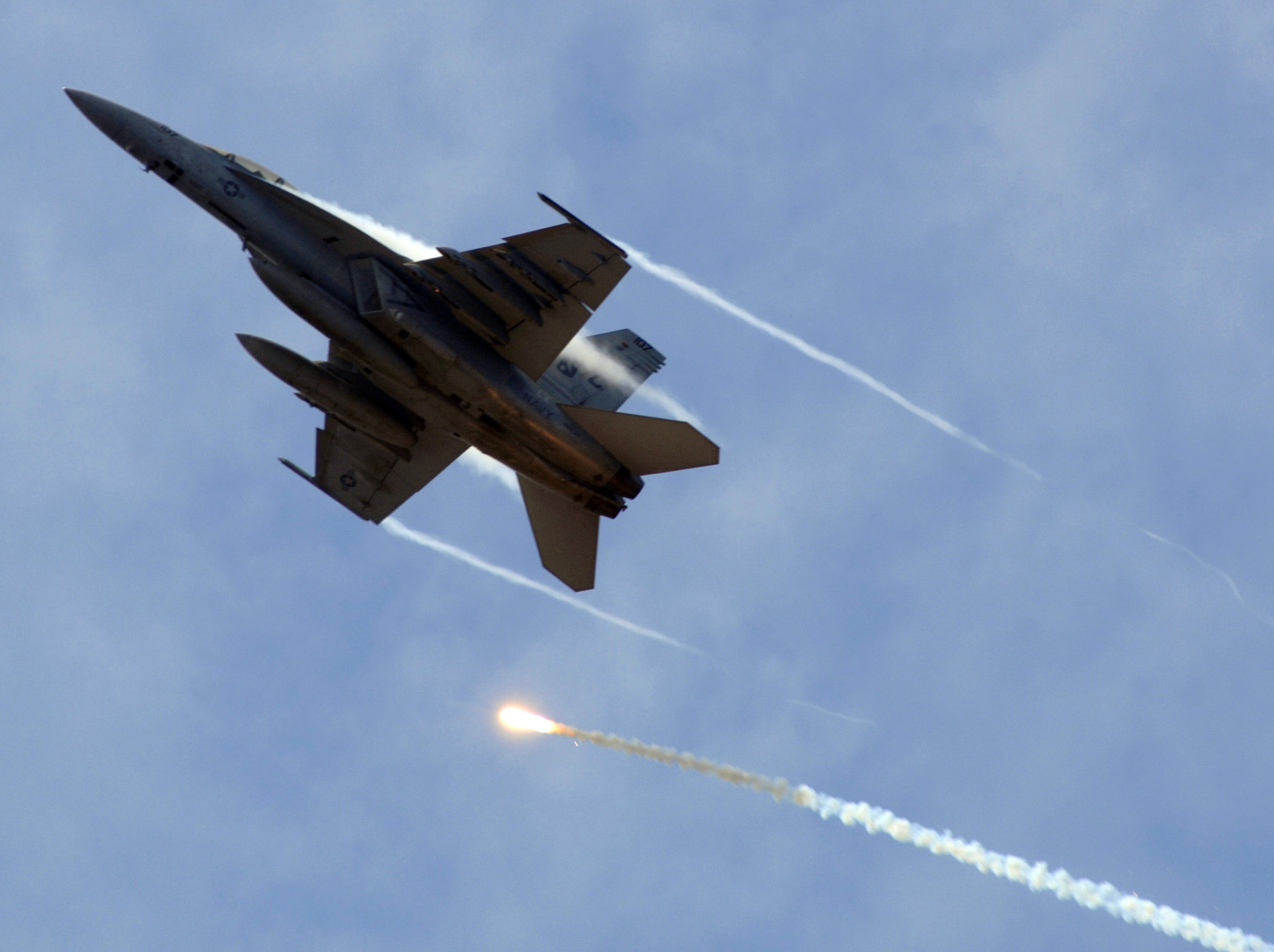
F/A-18F відстрілює теплові пастки

Комплекс радіоелектронної боротьби F/A-18E/F спочатку складався із системи попередження про радіолокаційне опромінення ALR-67(V)3, пристрою для відстрілу теплових приманок та дипольних відбивачів AN/ALE-47, буксирувальної радіолокаційної приманки AN/ALE-50 та бортової системи постановки активних перешкод AN/ALQ-165. Але під час експлуатації комплекс РЕБ зазнав значних змін. У першу чергу на літак була встановлена нова система постановки активних перешкод AN/ALQ-214. Ця система більш ефективна, ніж AN/ALQ-165 та має вбудовані датчики попередження про можливу загрозу. Також літак отримав нову буксирувальну радіолокаційну приманку AN/ALE-55, яка може транслювати активні перешкоди від AN/ALQ-214.

## Advanced Super Hornet
У лютому 2008 року на зустрічі з американськими та австралійськими військовими, компанія «Боїнг» уперше офіційно повідомила про розробку нової модифікації F/A-18E/F — Block III, яка пізніше отримала назву Advanced Super Hornet. Згодом у 2010 році «Боїнг» запропонував користувачам і потенційним покупцям літака «Міжнародну дорожню карту». Вона містила пропозиції щодо вдосконалення F/A-18E/F з використанням технологій для винищувачів п'ятого покоління. У першу чергу літак мав отримати нове обладнання кабіни, конформні паливні баки, внутрішні підвіски озброєння, нову інфрачервону систему пошуку цілей та потужніший двигун.

## Бойове застосування

### ВМС США

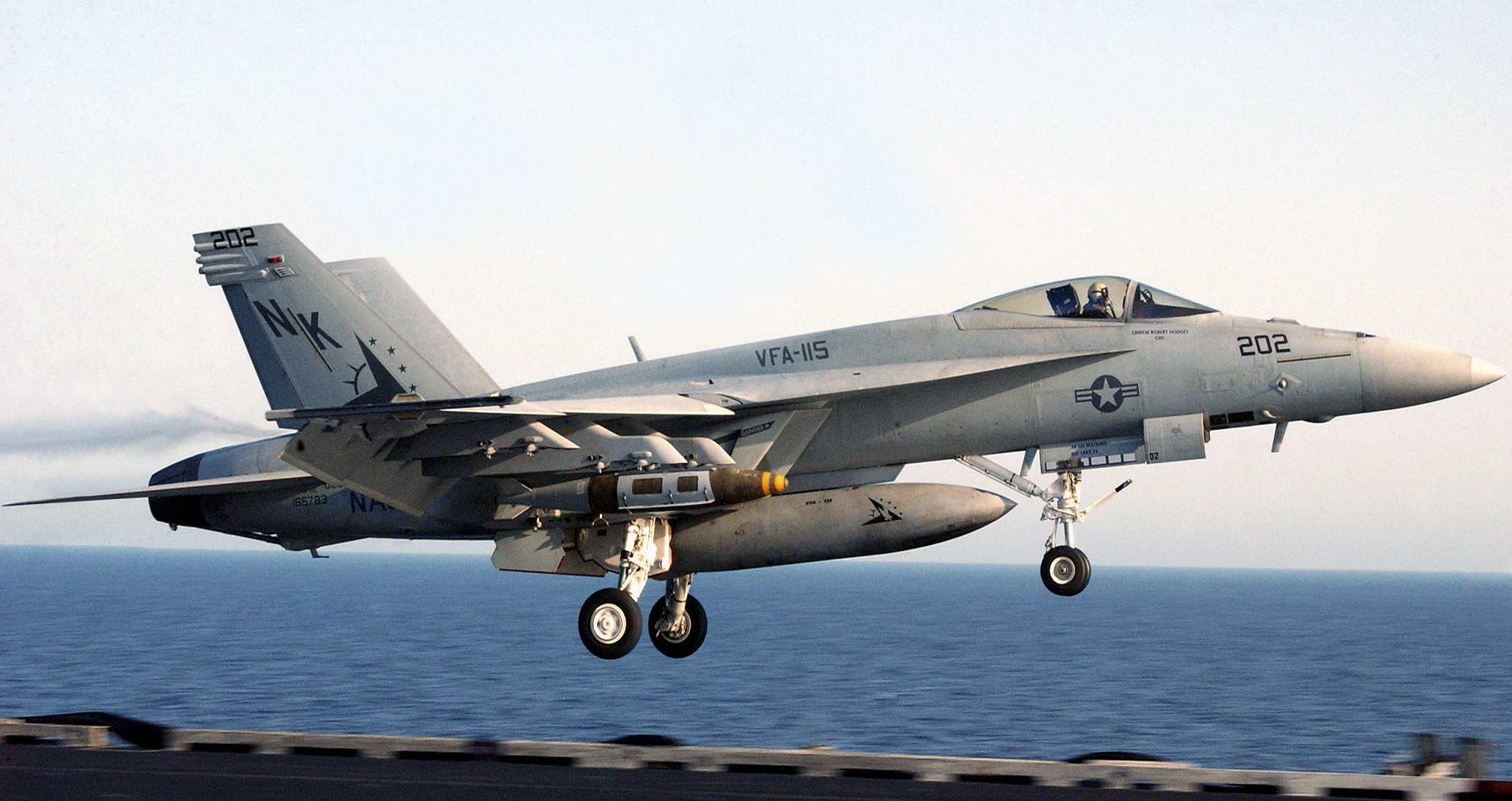
F/A-18E Super Hornet злітає з

У 1999 році літак Super Hornet надійшов на озброєння ВМС США. У вересні 2001 року він досяг початкової оперативної готовності (IOC; англ. Initial operating capability) у складі 115-ї ескадрильї ударних винищувачів ВМС США (VFA-115) на військово-морській авіабазі Лемур, Каліфорнія. Ескадрилья VFA-115 також стала першим підрозділом, який застосувала F/A-18 у бойових діях. 6 листопада 2002 року два F/A-18E здійснили удар «Response Option» у рамках операції «Southern Watch» по двох пускових установках зенітно-ракетних комплексів в Ель-Куті (Ірак) і командному бункеру протиповітряної оборони на авіабазі Талліль. Один з пілотів уперше під час бойових дій скинув 2000-фунтові (910 кг) бомби JDAM з Super Hornet.
Під час операції «Свобода Іраку» (Іракська війна (2003—2011)) ескадрильї VFA-14, VFA-41 і VFA-115 виконували завдання з близької авіапідтримки, ударів, супроводу, придушення ППО і дозаправлення в повітрі. Два F/A-18E з VFA-14 і два F/A-18F з VFA-41 були попередньо розгорнуті на авіаносці Авраам Лінкольн. Літаки VFA-14 переважно використовувалися для дозаправлення, а VFA-41 діяли як повітряні передові авіаційні навідники. 6 квітня 2005 року VFA-154 і VFA-147 (останній підрозділ ще використовував F/A-18C) скинули дві 500-фунтові (230 кг) лазерні керовані бомби на позицію повстанців на схід від Багдада. 8 вересня 2006 року F/A-18F з VFA-211 застосували бомби GBU-12 і GBU-38 проти бійців Талібану та їхніх укріплень на захід і північний захід від Кандагара в рамках операцій «Медуза» та «Незламна свобода». Це був перший випадок участі цього підрозділу в бойових діях із використанням Super Hornet.
Під час кампанії 2006–2007 років з авіаносцем Дуайт Д. Ейзенхауер ескадрильї VFA-103 і VFA-143 підтримували операції «Свобода Іраку», «Незламна свобода» та місії біля узбережжя Сомалі. Разом з підрозділами Legacy Hornet — VFA-131 і VFA-83 — вони скинули 140 високоточних боєприпасів і здійснили майже 70 атак з авіаційних гармат. Super Hornet здатен діяти з французького авіаносця Шарль де Голль.
7 серпня 2014 року представники оборонного відомства США оголосили, що отримали дозвіл на завдання авіаударів по силах «Ісламської держави» (ІД) на півночі Іраку. Рішення про пряме втручання було ухвалено для захисту американського персоналу в місті Ербіль і забезпечення безпеки транспортних літаків, що скидали допомогу єзидським мирним мешканцям. Рано вранці 8 серпня два Super Hornet вилетіли з авіаносця Джордж Г. В. Буш і скинули 500-фунтові лазерні бомби на мобільну артилерійську установку, яку бойовики використовували для обстрілу курдських сил. Пізніше того ж дня ще чотири літаки атакували конвой із семи машин і позицію міномета.
18 червня 2017 року поблизу Табки F/A-18E ВМС США збив сирійський винищувач-бомбардувальник Су-22, який, як стверджується, бомбив позиції Сирійських демократичних сил (СДС), що підтримуються США. Сирійський уряд заявив, що Су-22 атакував позиції ІД. Це була перша повітряна перемога американського літака з 1999 року, перша — ВМС з часів війни в Перській затоці 1991 року, перша — Super Hornet, і третя — літака серії F/A-18. Літак E-3 Sentry кілька разів попереджав Су-22, і після того, як той скинув бомби неподалік бійців СДС, F/A-18E під керуванням лейтенант-командера Майкла «MOB» Тремела з ескадрильї VFA-87 з авіаносця Джордж Г. В. Буш самостійно вирішив відкрити вогонь згідно з правилами застосування сили. Спочатку було випущено ракету AIM-9X Sidewinder, яка не влучила, а потім AIM-120 AMRAAM, яка знищила Су-22. Сутичка тривала вісім хвилин.
26 грудня 2023 року Super Hornet з авіаносця Дуайт Д. Ейзенхауер, разом із есмінцем Лабун, знищили 12 ударних дронів, три протикорабельні ракети та дві крилаті ракети наземного базування, випущені силами Хуситів в південній частині Червоного моря. Близько 2:30 ночі за місцевим часом 12 січня 2024 року цілі Хуситів були атаковані силами ВМС США, ПС США і Королівськими ПС Великої Британії у відповідь на напади на комерційні судна в Червоному морі. Ударів завдали також Super Hornet з Дуайта Д. Ейзенхауера — загалом уражено 60 цілей на 16 об'єктах, використано понад 100 високоточних боєприпасів різного типу.
22 грудня 2024 року F/A-18F Super Hornet з VFA-11 був випадково збитий крейсером Геттісберг унаслідок дружнього вогню. Обидва члени екіпажу літака вижили.

## Оператори
Австралія

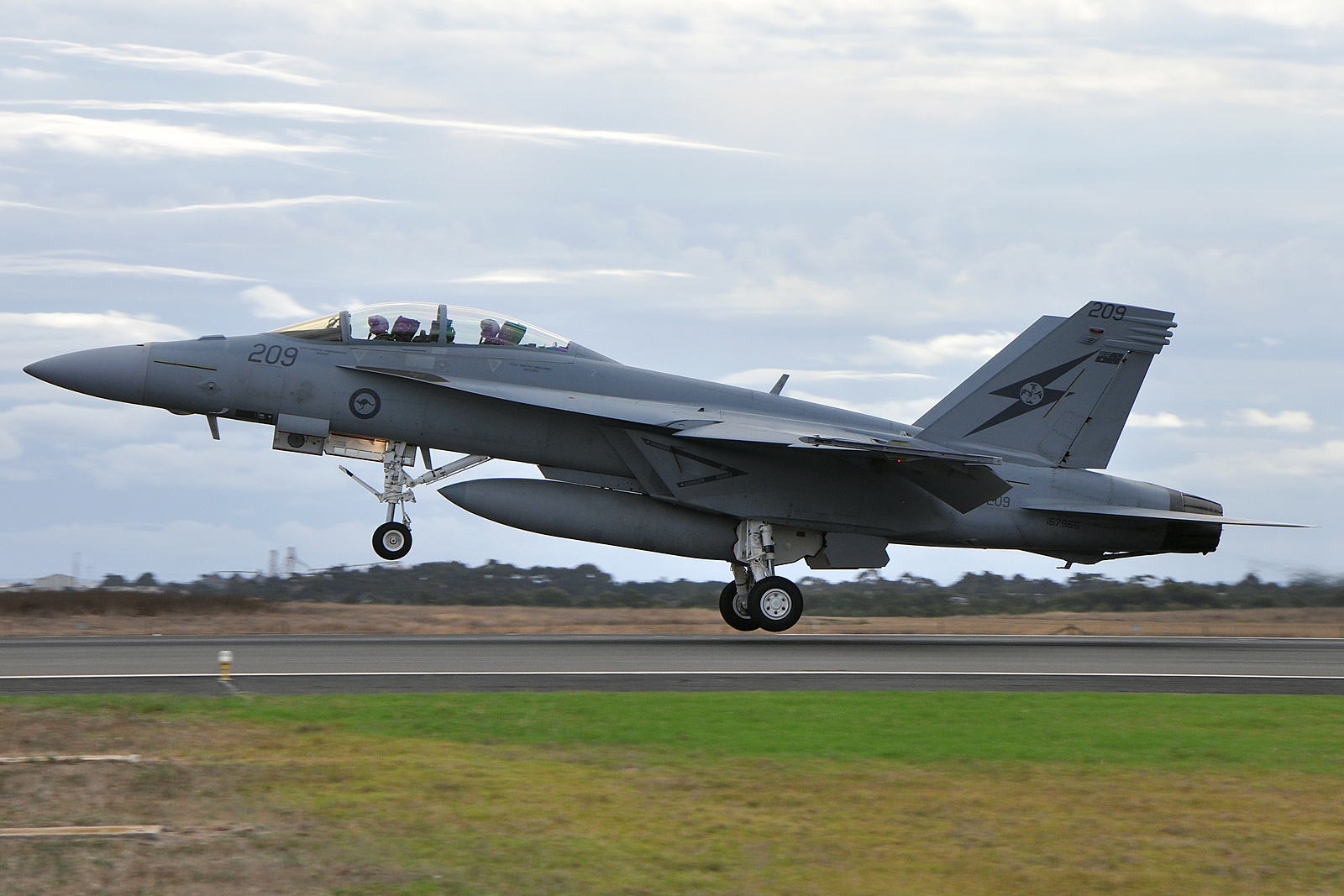
Австралійський F/A-18F Super Hornet

- Королівські військово-повітряні сили Австралії: 24 F/A-18F на озброєнні, станом на 2025 рік.[57]
  - 82-ге авіаційне крило[en], авіабаза Емберлі[en], штат Квінсленд
    - 1-ша ескадрилья[en]
    - 6-та ескадрилья[en]

 Кувейт

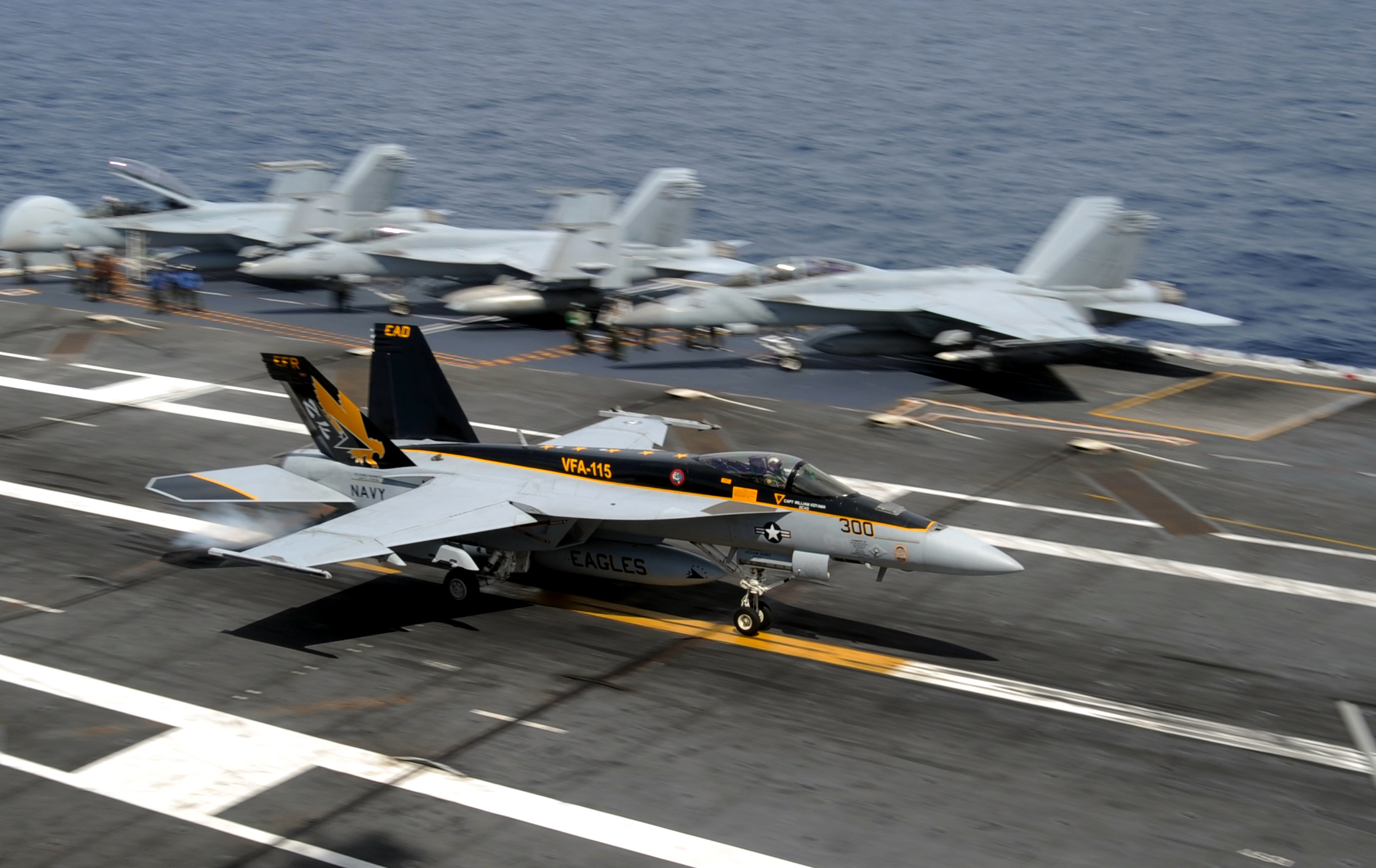
F-18E 115-ї винищувально-бомбардувальної ескадрильї злітає з авіаносця «Джордж Вашингтон»

- Повітряні сили Кувейту: замовлено 22 одномісних F/A-18E та 6 двомісних F/A-18F[58][59]

 США

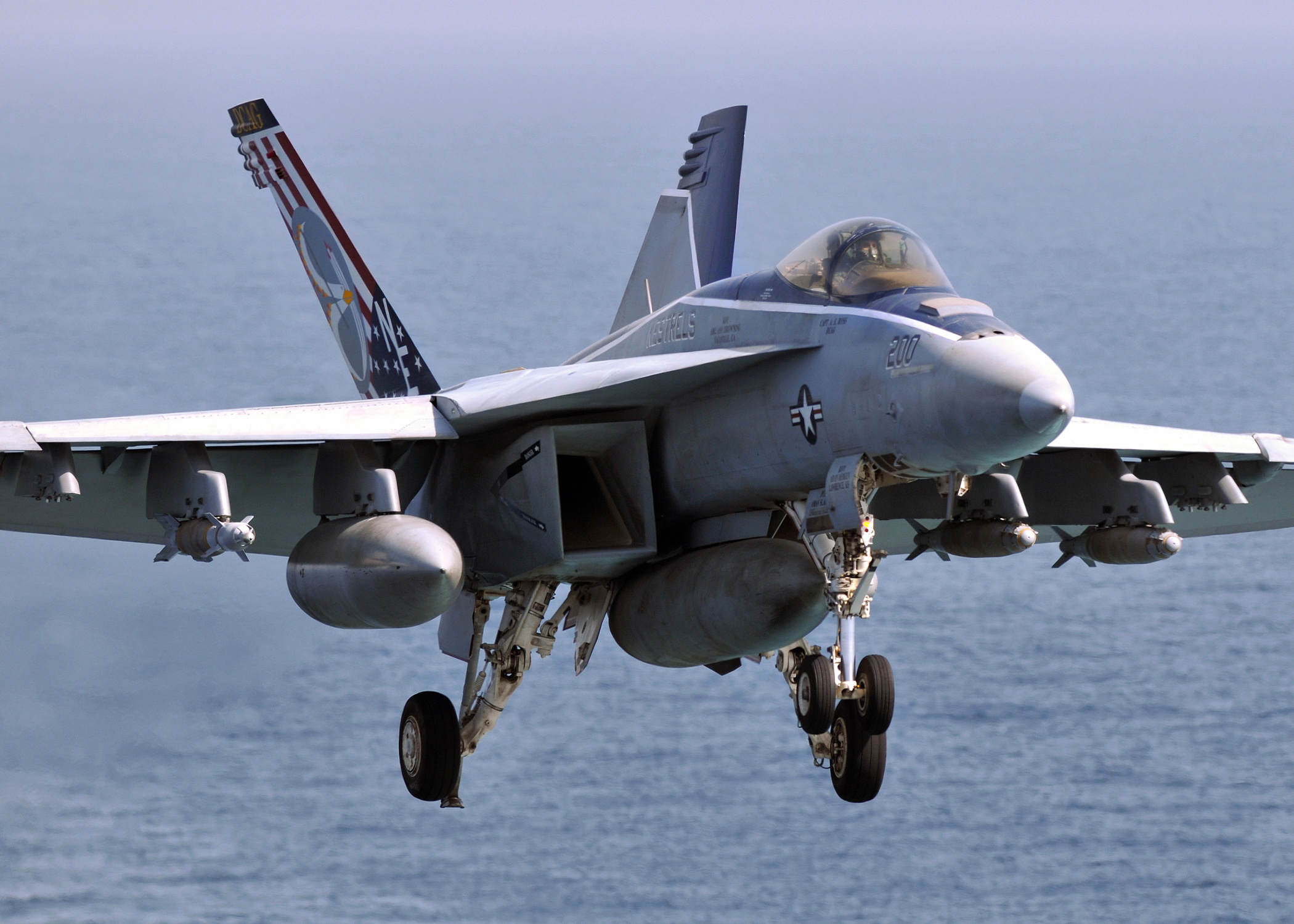
Заходження на посадку F/A-18E із 137-ї винищувально-бомбардувальної ескадрильї

- Військово-морські сили США: 416 F/A-18E/F на озброєнні, додатково замовлено ще 93 одиниці, станом на 2025 рік.[57]
  - Тихоокеанський флот
    - 2-га винищувально-бомбардувальна ескадрилья «Bounty Hunters»[en] (F/A-18F)
    - 14-та винищувально-бомбардувальна ескадрилья «Tophatters»[en] (F/A-18E)
    - 22-га винищувально-бомбардувальна ескадрилья «Fighting Redcocks»[en] (F/A-18F)
    - 25-та винищувально-бомбардувальна ескадрилья «Fist of the Fleet»[en] (F/A-18E)
    - 27-ма винищувально-бомбардувальна ескадрилья «Royal Maces»[en] (F/A-18E)
    - 41-ша винищувально-бомбардувальна ескадрилья «Black Aces»[en] (F/A-18F)
    - 86-та винищувально-бомбардувальна ескадрилья «Sidewinders»[en] (F/A-18E)
    - 97-ма винищувально-бомбардувальна ескадрилья «Warhawks»[en] (F/A-18E)
    - 102-га винищувально-бомбардувальна ескадрилья «Diamondbacks»[en] (F/A-18F)
    - 115-та винищувально-бомбардувальна ескадрилья «Eagles»[en] (F/A-18E)
    - 122-га винищувально-бомбардувальна ескадрилья «Flying Eagles»[en] (експлуатує F/A-18E/F та F/A-18 Hornet)
    - 137-ма винищувально-бомбардувальна ескадрилья «Kestrels»[en] (F/A-18E/F)
    - 147-ма винищувально-бомбардувальна ескадрилья «Argonauts»[en] (F/A-18E)
    - 151-ша винищувально-бомбардувальна ескадрилья «Vigilantes»[en] (F/A-18E)
    - 154-та винищувально-бомбардувальна ескадрилья «Black Knights»[en] (F/A-18F)
    - 195-та винищувально-бомбардувальна ескадрилья «Dambusters»[en] (F/A-18E)

- - Командування сил флоту

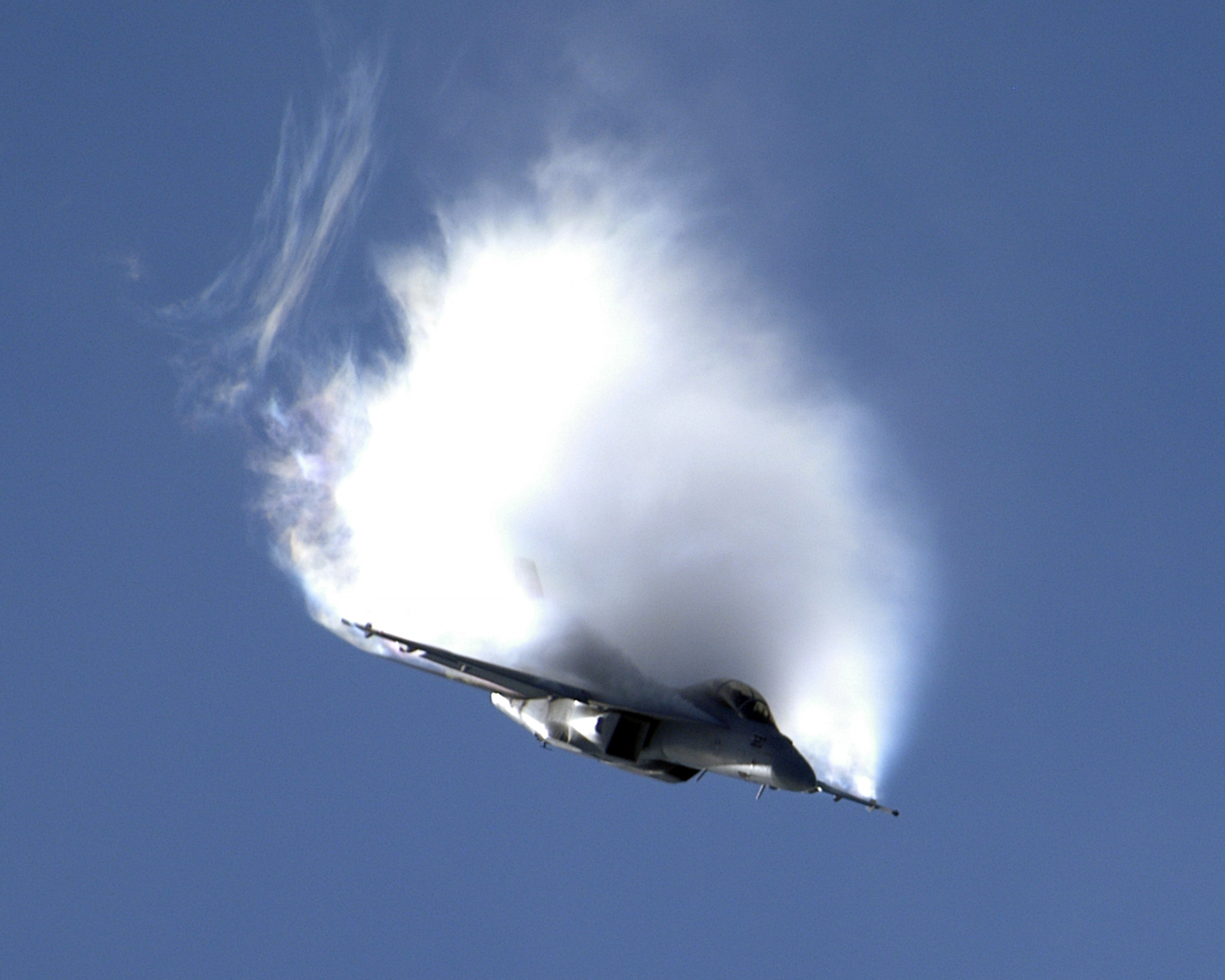
F/A-18F із 103-ї винищувально-бомбардувальної ескадрильї виконує маневр з великими перевантаженнями

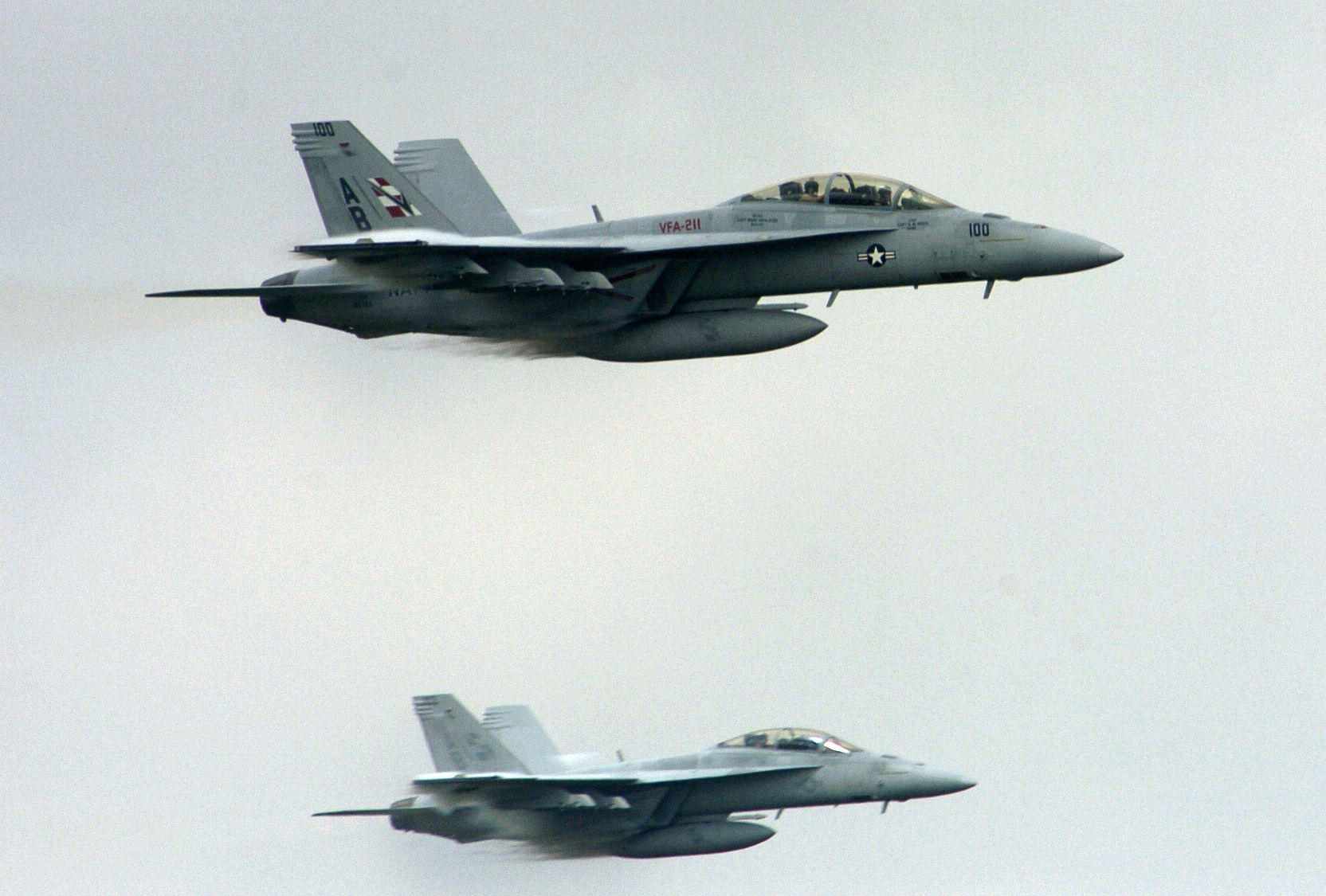
Два F/A-18F 211-ї винищувально-бомбардувалоьної ескадрильї виконують швидкісний розвідувальний політ

    - 11-та винищувально-бомбардувальна ескадрилья «Red Rippers»[en] (F/A-18F)
    - 31-ша винищувально-бомбардувальна ескадрилья «Tomcatters»[en] (F/A-18E)
    - 32-га винищувально-бомбардувальна ескадрилья «Swordsmen»[en] (F/A-18F)
    - 81-ша винищувально-бомбардувальна ескадрилья «Sunliners»[en] (F/A-18E)
    - 103-тя винищувально-бомбардувальна ескадрилья «Jolly Rogers» (F/A-18F)
    - 105-та винищувально-бомбардувальна ескадрилья «Gunslingers»[en] (F/A-18E)
    - 106-та винищувально-бомбардувальна ескадрилья «Gladiators»[en] (експлуатує F/A-18A/B/C/D/E/F)
    - 136-та винищувально-бомбардувальна ескадрилья «Knighthawks»[en] (F/A-18E)
    - 143-тя винищувально-бомбардувальна ескадрилья «Pukin' Dogs»[en] (F/A-18E)
    - 192-га винищувально-бомбардувальна ескадрилья «Golden Dragons»[en] (F/A-18E)
    - 211-та винищувально-бомбардувальна ескадрилья «Fighting Checkmates»[en] (F/A-18F)
    - 213-та винищувально-бомбардувальна ескадрилья «Black Lions»[en] (F/A-18F)

  - Випробувальні підрозділи
    - 9-та випробувальна ескадрилья «Vampires»[en] (експлуатує F/A-18E/F та інші літаки)
    - 23-тя випробувальна ескадрилья «Salty Dogs»[en] (експлуатує F/A-18E/F та інші літаки)
    - 31-ша випробувальна ескадрилья «Dust Devils»[en] (експлуатує F/A-18E/F та інші літаки)
    - Військово-морський авіаційний центр[en] (експлуатує F/A-18F та інші літаки)

## Аварії та катастрофи
- 6 квітня 2011 року винищувач F/A-18F ВМС США з демонстраційної тактичної команди VFA-122 зазнав аварії, внаслідок чого загинули обидва члени екіпажу. Аварія сталася під час спроби виконати маневр з обертанням під навантаженням на занадто великій швидкості та з недостатнім кутом атаки. Після цього маневр з обертанням під навантаженням був вилучений з демонстраційної програми польотів F/A-18F ВМС США.[60]
- 31 липня 2019 року винищувач F/A-18E ВМС США з ескадрильї VFA-151 врізався в бік «Каньйону Зоряних війн» у Каліфорнії, внаслідок чого загинув пілот і були поранені семеро французьких цивільних туристів на оглядовому майданчику Father Crowley Vista Point, що знаходився на висоті 12 метрів над точкою зіткнення. Причиною аварії було назване надмірне перевищення швидкості та занадто низький політ відносно навколишнього рельєфу. Військові тренування в цьому каньйоні були припинені, а постійні інструкції наказують триматися вище краю каньйону.[61][62][63]
- 3 червня 2022 року о 14:30 винищувач F/A-18E зазнав аварії в пустелі Мохаве, неподалік міста Трона, округ Сан-Бернардіно, Каліфорнія. Пілот загинув.[64][65]
- 22 грудня 2024 року винищувач F/A-18F ВМС США злетів з авіаносця USS Harry S. Truman, який діяв у Червоному морі, і був уражений ракетою SM-2 класу «поверхня — повітря», випущеною з крейсера USS Gettysburg, що діяв у тій же зоні. Обидва пілоти катапультувалися, отримавши незначні травми, і були врятовані.[66][67]
- 28 квітня 2025 року винищувач F/A-18E Super Hornet впав з ліфта авіаносця USS Harry S. Truman під час буксирування з ангару. Водій тягача та пілот уникнули серйозних травм. Під час інциденту авіаносець перебував у Червоному морі.[68][69][70]
- 6 травня 2025 року винищувач F/A-18 ВМС США впав за борт авіаносця USS Harry S. Truman після невдалої спроби посадки. Пілот і офіцер систем озброєння успішно катапультувалися та були врятовані.[71]

## Тактико-технічні характеристики
Інформація взята із «F/A-18 HORNET STRIKE FIGHTER» (Офіційний сайт ВМС США), «F/A-18 Specifications» (GlobalSecurity.org) і «F/A-18E/F Super Hornet» (www.airwar.ru).

### Технічні характеристики
- Екіпаж: F/A-18E — 1, F/A-18F — 2
- Довжина: 18,31 м
- Розмах крил: 13,62 м
  - Зі складеними крилами: 9,32 м
- Висота: 4,88 м
- Площа крила: 46,45 м²
- Маса порожнього: 14 552 кг
- Нормальна злітна маса: 21 320 кг (у винищувальній конфігурації)
- Максимальна злітна маса: 29 937 кг
- Маса палива:
  - У внутрішніх баках: 6 531 кг (авіаційне паливо JP5)
  - На зовнішній підвісці: 4436 кг (авіаційне паливо JP5)
- Двигуни: 2 × ТРДД General Electric F414-GE-400
  - Тяга максимальна: 2 × 62,3 кН (6400 кгс)
  - Тяга на форсажі: 2 × 97,9 кН (10000 кгс)

### Льотні характеристики

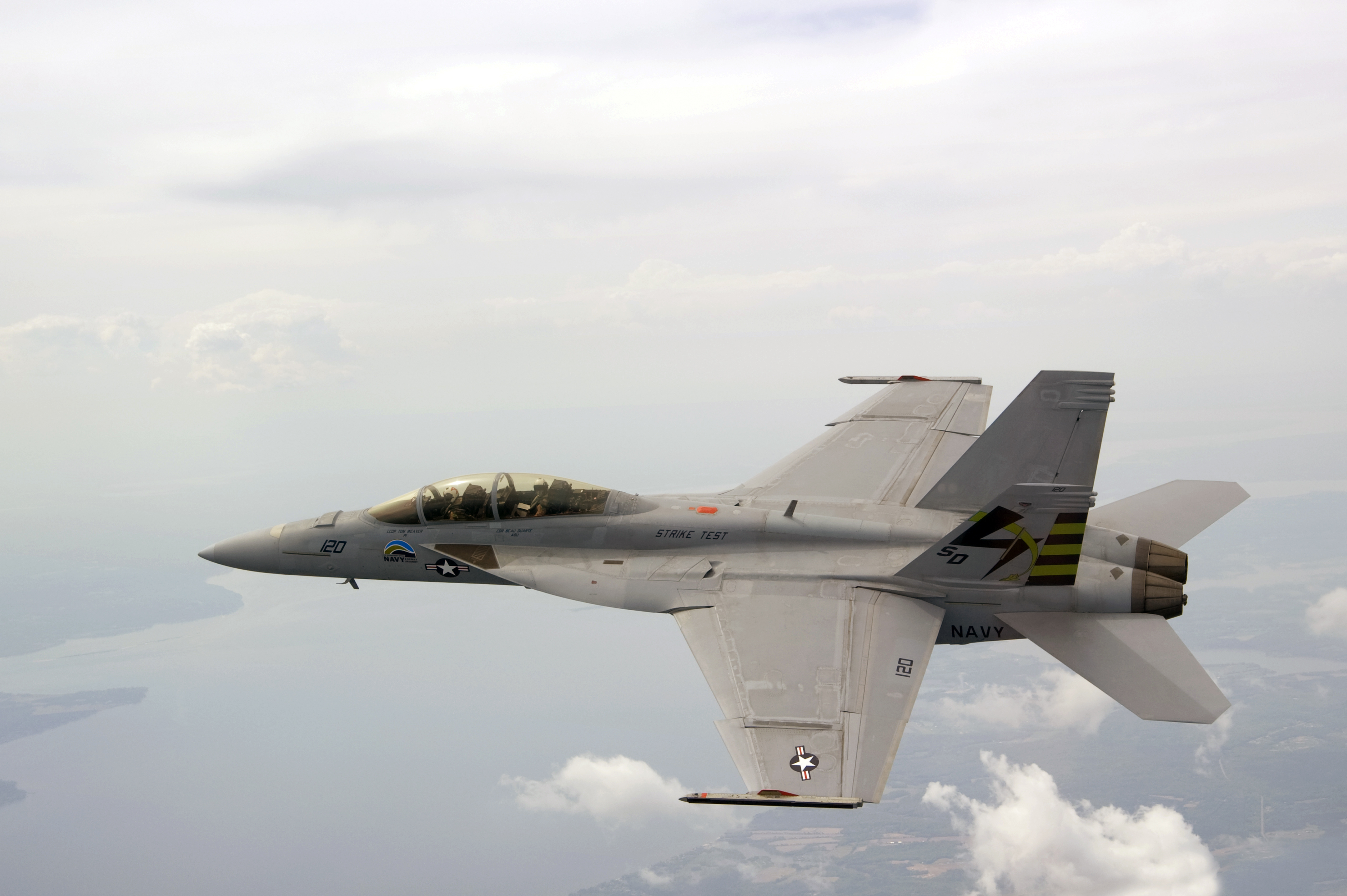
F/A-18F під час надзвукового випробувальоного польоту

- Максимальна швидкість: 1,8+ М (1 915 км/год) на висоті 12 190 м
- Бойовий радіус:
  - В ударній конфігурації: 722 км (з 4 × 1000-фунтовими КАБ, 2 × КР «повітря — повітря» і 3 × ППБ)
  - У винищувальній конфігурації: 759 км (з 2 × AIM-9 і 2 × AIM-120)
- Практична дальність: 2346 км (з двома AIM-9)
- Перегінний радіус: 3330 км
- Тривалість патрулювання: 2,25 години (з 6 × КР «повітря-повітря» і 3 × ППБ на відстані 278 км від авіаносця)
- Практична стеля: 15 940 м
- Бойова стеля: 13865 м
- Швидкопідйомність: 228 м/с
- Навантаження на крило: 459 кг/м²
- Тягооснащеність: 0,93
- Максимальне експлуатаційне перевантаження: 7,5 g

### Озброєння

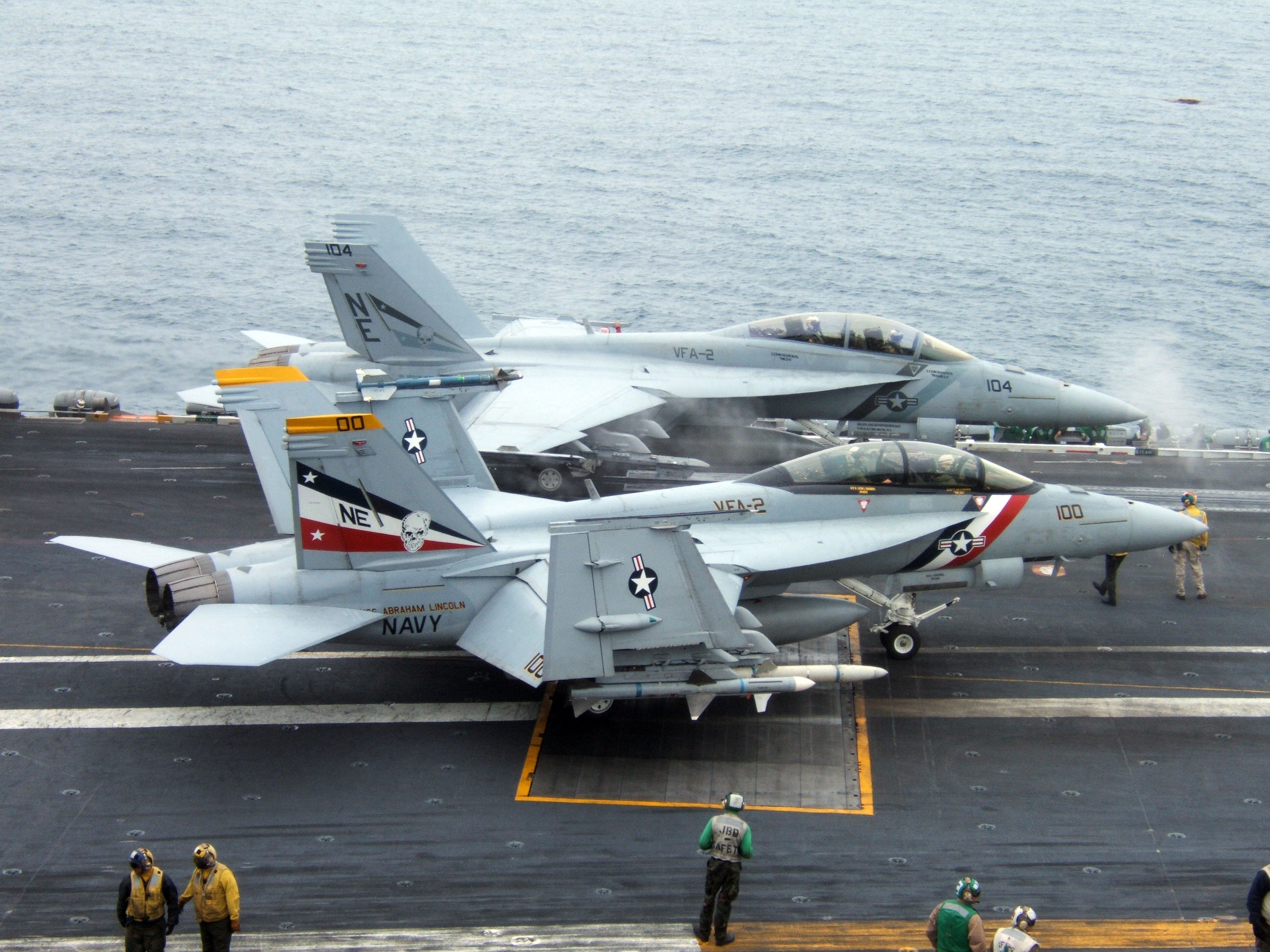
Два F/A-18F на борту авіаносця «Абрам Лінкольн», під крилом видно керовані ракети «повітря-повітря» AIM-120

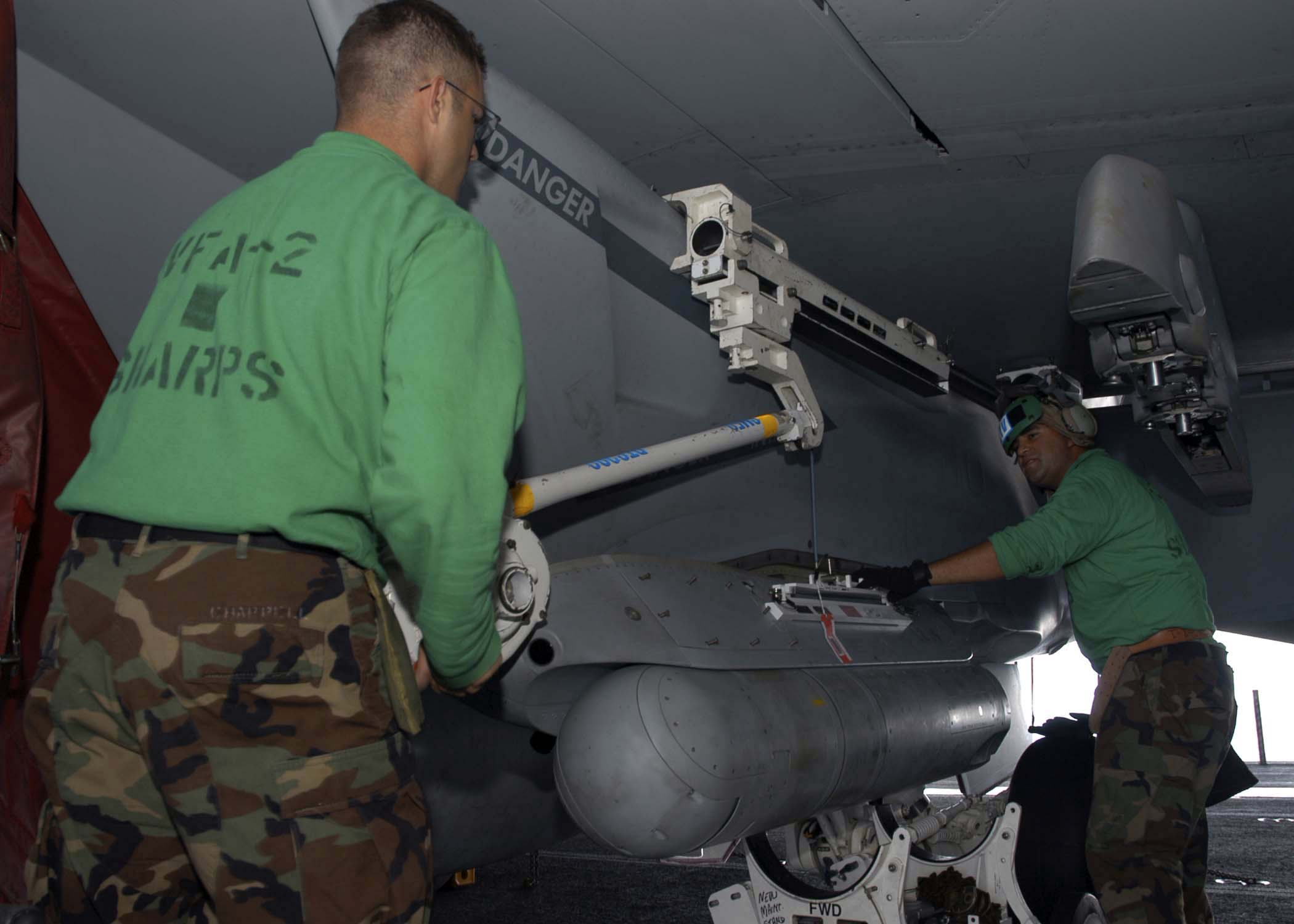
Установка підвісного контейнеру з інфрачервоної системи переднього огляду AN/ASQ-228 на F/A-18F

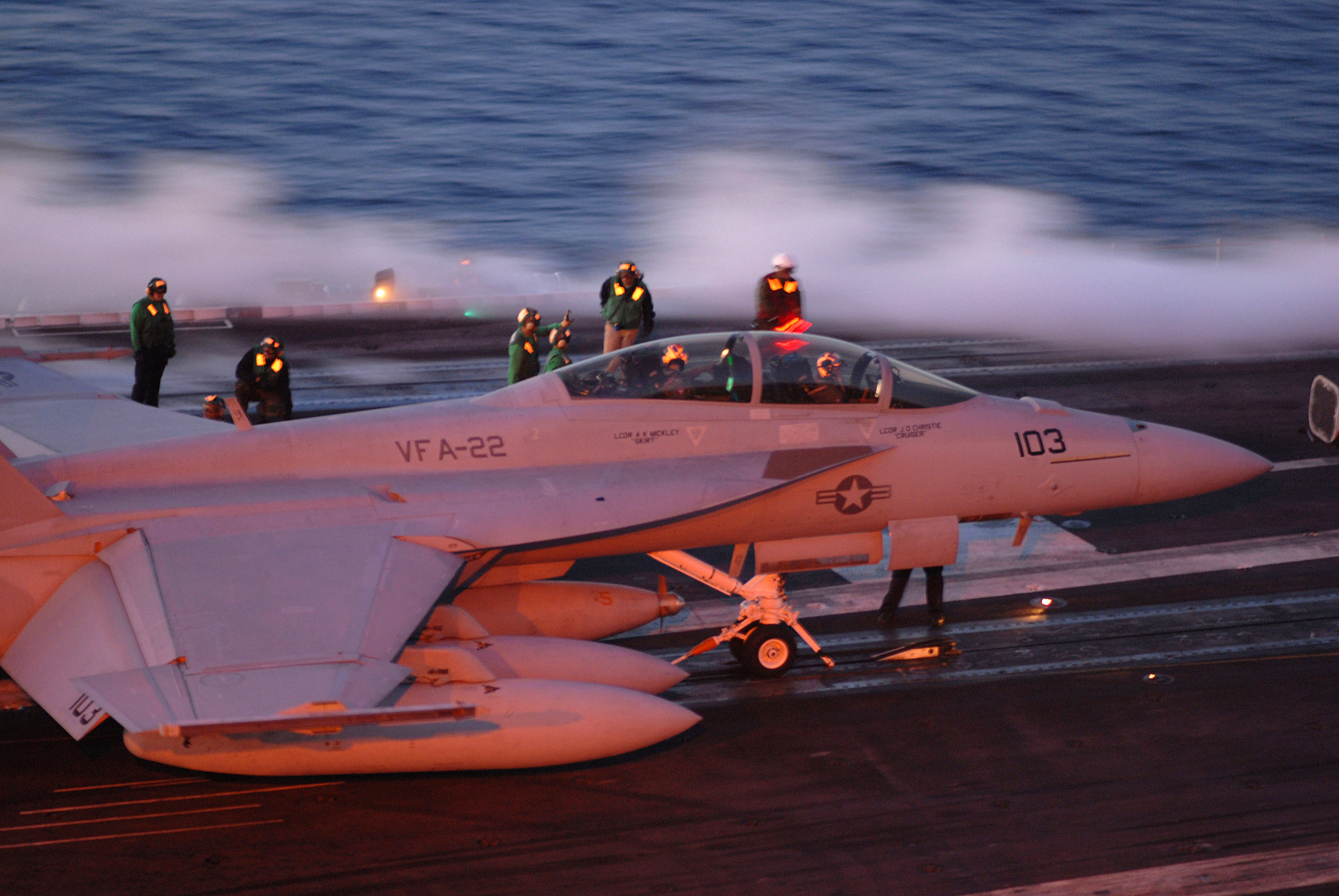
F-A-18F готується до злету, під крилом чітко видно два підвісних паливних баки

- Гарматне: 1 × шестиствольна 20 мм гармата М61А2 Vulcan з боєзапасом 578 снарядів
- Точок підвіски: 11 (три під фюзеляжем, дві на кінчиках крил і по три під кожним крилом)
- Бойове навантаження: 8050 кг
- Ракети:
  - Ракети «повітря — повітря»:
    - 4 × AIM-9 Sidewinder або 4 × AIM-120 AMRAAM
    - 2 × AIM-7 Sparrow або 2 × AIM-120 AMRAAM
    - AIM-174B Standard Missile 6[74]

  - Ракети «повітря — поверхня»:
    - 6 × AGM-65 Maverick
    - 4 × AGM-84H/K SLAM-ER
    - 6 × AGM-88 HARM
    - 4 × AGM-154 JSOW
    - 4 × AGM-158 JASSM

  - Протикорабельні ракети:
    - 4 × AGM-84 Harpoon
    - 4 × AGM-158C LRASM
- Авіаційні бомби:
  - Високоточні авіабомби типу JDAM:
    - до 10 × GBU-32/35/38/54 або 4 × GBU-31

  - Бомби з лазерним наведенням типу Paveway
  - Вільнопадаючі бомби:
    - Mark 82
    - Mark 83
    - Mark 84

  - Касетні авіабомби:
    - CBU-78 Gator
    - CBU-87
    - CBU-97
    - CBU-100

  - Ядерні бомби:
    - B61
- Підвісне обладнання:
  - Пристрій автоматичного відстрілювання теплових приманок SUU-42A/A
  - Система постановки активних перешкод
  - Контейнер з інфрачервоною системою переднього огляду AN/ASQ-228 ATFLIR
  - Три підвісних паливних баки по 1200 л
  - 1 × 1200 л ППБ або 4 × 1800 л ППБ для системи дозаправлення літаків у повітрі

## Порівняння з аналогами
| Aircraft                                               | Dassault Rafale                             | Eurofighter Typhoon                                                              | F-16IN «Super Viper» | F/A-18E/F Super Hornet           | JAS 39 NG                                    | МіГ-35                   |
| ------------------------------------------------------ | ------------------------------------------- | -------------------------------------------------------------------------------- | -------------------- | -------------------------------- | -------------------------------------------- | ------------------------ |
| Країна-розробник                                       | Франція                                     | Німеччина Італія Іспанія Велика Британія                                         | США                  | США                              | Швеція                                       | Росія                    |
| Виробник                                               | Dassault Aviation                           | Eurofighter GmbH                                                                 | Lockheed Martin      | Boeing Defense, Space & Security | Saab                                         | РСК «МіГ»                |
| довжина                                                | 15,27 м                                     | 15,96 м                                                                          | 15,03 м              | 18,31 м                          | 14,1 м                                       | 17,3 м                   |
| Розмах крил                                            | 10,80 м                                     | 10,95 м                                                                          | 10,0 м               | 13,62 м                          | 8,4 м                                        | 12 м                     |
| Висота                                                 | 5,34 м                                      | 5,28 м                                                                           | 5,09 м               | 4,88 м                           | 4,5 м                                        | 4,7 м                    |
| Площа крила                                            | 45,7 м²                                     | 50,0 м²                                                                          | 27,9 м²              | 46,5 м²                          | 30,0 м²                                      | 38,0 м²                  |
| Маса пустого                                           | 9 500 кг                                    | 11 000 кг                                                                        | 9 979 кг             | 14 552 кг                        | 7 100 кг                                     | 11 000 кг                |
| Максимальне бойове навантаження                        | 9 500 кг                                    | 7 500 кг                                                                         | 7 800 кг             | 8 050 кг                         | 5 300 кг                                     | 6 500 кг                 |
| Максимальна злітна вага                                | 24 500 кг                                   | 23 500 кг                                                                        | 21 800 кг            | 29 937 кг                        | 14 300 кг                                    | 24 500 кг                |
| Силова установка                                       | 2× SNECMA M88-2                             | 2× Eurojet EJ200                                                                 | 1× GE F110-132       | 2× GE F414-400                   | 1× GE F414G                                  | 2× Клімов РД-33MK        |
| Тяга • Максимальна тяга                                | 50 кН кожен (5100 кгс)                      | 60 кН кожен (6120 кгс)                                                           | 84 кН (8570 кгс)     | 62,3 кН кожен (6360 кгс)         | 62,3 кН (6360 кгс)                           | 53 кН кожен (5410 кгс)   |
| • Тяга на форсажі:                                     | 75 кН кожен (7650 кгс)                      | 90 кН кожен (9180 кгс)                                                           | 144 кН (14690 кгс)   | 98 кН кожен (10000 кгс)          | 98 кН (10000 кгс)                            | 88,3 кН кожен (9010;кгс) |
| Паливо • Внутрішнє • Зовнішнє                          | 4 700 кг 7 500 кг                           | 4 996 кг                                                                         | 3 265 кг 5 880 кг    | F/A-18E: 6 780 кг 7 381 кг       | 3 360 кг 3 800 кг                            | 4 800 кг 4 200 кг        |
| Точки підвіски                                         | 14 (5 «вологих»)                            | 13 (3 «вологі»)                                                                  | 11 (3 «вологі»)      | 11 (5 «вологих»)                 | 10 (4 «вологих»)                             | 9 (5 «вологих»)          |
| Максимальна швидкість                                  | 1,8+ Маха (Надзвукова крейсерська: 1+ Маха) | 2,0+ Маха (Надзвукова крейсерська: 1.2 Маха)                                     | 2,05 Маха            | 1,8 Маха                         | 2,0+ Маха (Надзвукова крейсерська: Mach 1.2) | 2,25 Маха                |
| Дальність польоту (з ПТБ, без дозаправлення у повітрі) | 3 700+ км                                   | 3 790 км                                                                         | 4 220 км             | 3 054 км                         | 3 200 км                                     | 3 100 км                 |
| Бойовий радіус                                         | 1 800 км                                    | 1 390 км                                                                         | 1500+ км             | 722 км                           | 1300 км                                      | 1000 км                  |
| Практична стеля                                        | 17 000 м                                    | 19 812 м                                                                         | 18 000 м             | 15 000 м                         | 15 240 м                                     | 17 500 м                 |
| Швидкість підйому                                      | 305 м/с                                     | 315 м/с                                                                          | 254 м/с              | 228 м/с                          | Н/Д                                          | 330 м/с                  |
| Тягооснащеність                                        | 1,13                                        | 1,18                                                                             | 1,1                  | 0,93                             | 1,18                                         | 1,1                      |
| Керування вектором тяги                                | Немає                                       | Відсутній в базовій версії, але може бути встановлений у результаті модернізації | Немає                | Немає                            | Немає                                        | Так                      |
| Необхідна довжина ЗПС                                  | 400 м                                       | 700 м                                                                            |                      |                                  |                                              |                          |
| Вартість літака                                        | ~US $84,48 млн €64 млн                      | ~US $108 млн €80 млн                                                             | US $50 млн           | US $55 млн                       | US $48 млн                                   | US $38,5 млн             |